# Rétság
Rétság  este un oraș în districtul Rétság, județul Nógrád, Ungaria, având o populație de 2.851 de locuitori (2011). 

## Demografie
Componența etnică a orașului Rétság
     Maghiari (93,19%)
     Romi (3,64%)
     Slovaci (1,78%)
     Necunoscut (0,62%)
     Germani (0,77%)
     Alții (0,62%)
Componența confesională a orașului Rétság
     Romano-catolici (46,62%)
     Fără religie (11,29%)
     Luterani (6,28%)
     Reformați (3,3%)
     Atei (1,09%)
     Necunoscută (31,22%)
     Greco-catolici (0,21%)
     Alte religii (1,37%)
Conform recensământului din 2011, orașul Rétság avea 2.851 de locuitori. Din punct de vedere etnic, majoritatea locuitorilor (93,19%) erau maghiari, existând și minorități de romi (3,64%) și slovaci (1,78%). Apartenența etnică nu este cunoscută în cazul a 0,62% din locuitori. Nu există o religie majoritară, locuitorii fiind romano-catolici (46,62%), persoane fără religie (11,29%), luterani (6,28%), reformați (3,3%) și atei (1,09%). Pentru 31,22% din locuitori nu este cunoscută apartenența confesională.